# Europamästerskapen i banhoppning 2025
Europamästerskapen i banhoppning 2025 hölls i A Coruña den 16 juli till den 20 juli 2025, på ridanläggningen Centro Hípico Casas Novas.

## Medaljörer
| gren                 | Guld | Silver | Brons |
| Individuell hoppning | Richard Vogel United Touch S Tyskland | Scott Brash Hello Folie Storbritannien | Gilles Thomas Ermitage Kalone Belgien                                                                                           |
| Lag hoppning         | Nicola Philippaerts Katanga v/h Dingeshof Pieter Devos Casual DV Z Thibeau Spits Impress-K van't Kattenheye Z Gilles Thomas Ermitage Kalone Belgien | Ben Maher Dallas Vegas Batilly Matthew Sampson Medoc de Toxandria Donald Whitaker Millfield Colette Scott Brash Hello Folie Storbritannien | Marcus Ehning Coolio 42 Sophie Hinners Iron Dames My Prins Christian Kukuk Just Be Gentle Richard Vogel United Touch S Tyskland |